# 上川崎村
上川崎村（かみかわさきむら）は福島県安達郡にあった村。現在の二本松市上川崎・小沢にあたる。

## 地理
- 河川：阿武隈川

## 歴史
- 1889年（明治22年）4月1日 - 町村制の施行により、上川崎村、小沢村の区域をもって発足。
- 1955年（昭和30年）1月1日 - 油井村・渋川村と合併して安達村が発足。同日上川崎村廃止。

## 交通

### 鉄道路線
現在は旧村域を東北新幹線が通過するが、当時は未開業。